# Reino do Havaí
O Reino do Havaí foi estabelecido durante os anos de 1795 a 1810, com a subjugação dos chefes tribais independentes de Oahu, Maui, Molokai, Lanai, Kauai e Niihau e pelo chefe tribal da ilha Havaí (ou "Big Island") dentro de um governo unificado. A monarquia foi derrubada em 17 de janeiro de 1893 e a República do Havaí foi estabelecida. Finalmente, tornou-se o estado do Havaí dos Estados Unidos.

## História
Uma série de batalhas violentas, com duração de 15 anos, forram conduzidas pelo chefe guerreiro que se tornaria Kamehameha, o Grande. O Reino do Havaí foi estabelecido com a ajuda de armas ocidentais e consultores, como John Young e Isaac Davis. Embora bem sucedido em atacar tanto Oahu e Maui, ele não conseguiu garantir uma vitória em Kauai, seu esforço foi prejudicado por uma tempestade e uma praga que dizimou o seu exército. Eventualmente, o chefe tribal de Kauai jurou fidelidade ao Kamehameha. 
Durante o século XIX, o Reino do Havai começou a experimentar crescente influência externa, especialmente dos Estados Unidos e das potências europeias. A economia havaiana passou a depender fortemente da agricultura, particularmente da produção de açúcar e abacaxi, o que levou ao aumento da presença de empresas estrangeiras e imigrantes.
A crescente influência dos Estados Unidos e a pressão para o acesso ao mercado, juntamente com a crescente presença de cidadãos americanos e europeus, resultaram em tensões políticas. Isso culminou na assinatura do Tratado de Reciprocidade com os Estados Unidos em 1876, que concedia privilégios comerciais para os produtos havaianos.
A unificação terminou com a antiga sociedade havaiana, transformando-o em uma monarquia constitucional independente trabalhado nas tradições e no modo de monarcas europeus.
No final do século XIX, as tensões políticas e econômicas culminaram no golpe de Estado de 1893, que depôs a última rainha do Havai, Liliʻuokalani. O golpe foi liderado por um grupo de residentes americanos e europeus, apoiados por forças militares americanas. Após o golpe, um governo provisório foi estabelecido e, eventualmente, o Havai foi anexado pelos Estados Unidos em 1898, tornando-se um território dos EUA e, mais tarde, um estado em 1959.

### Militar

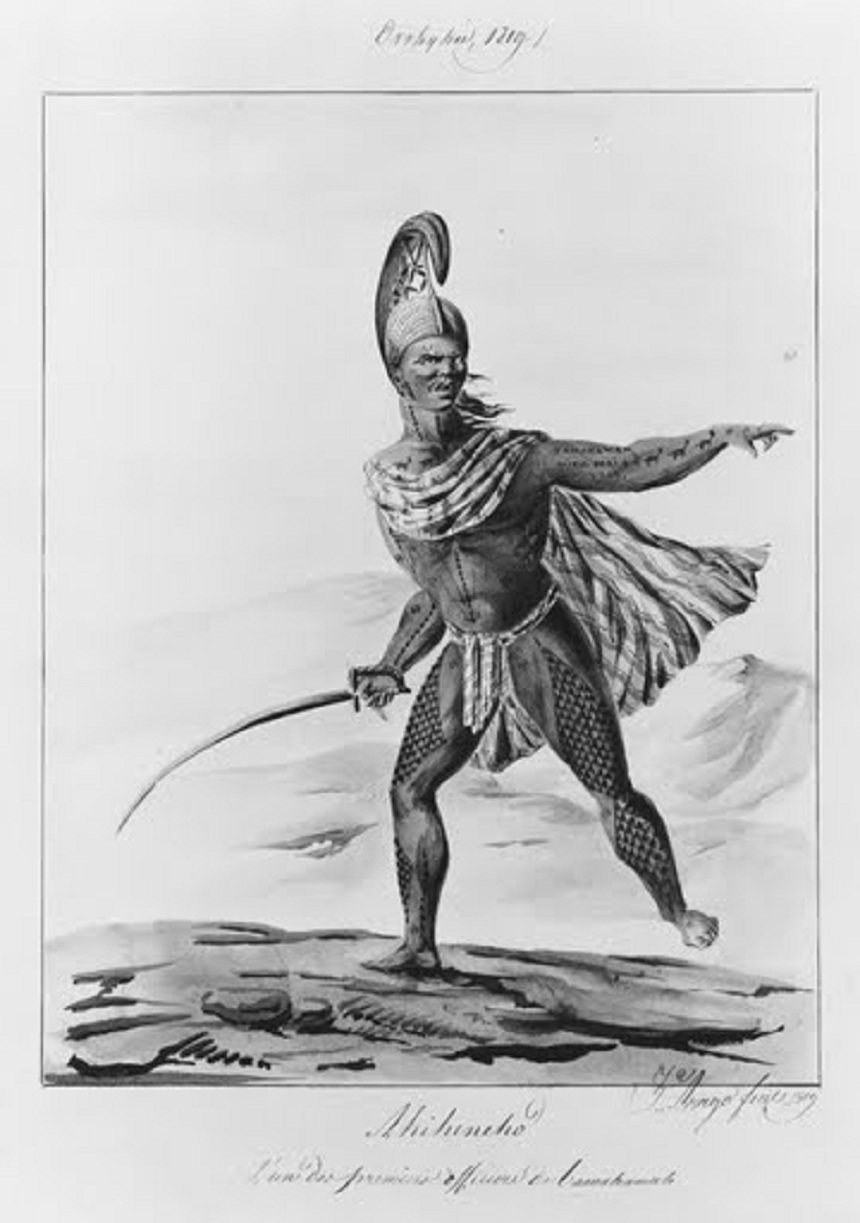
Oficial militar havaiano, 1819

O exército e a marinha do Havaí eram de guerreiros de Kona sob Kamehameha I, que unificaram o Havaí em 1810. O Exército e a Marinha usava, canoas e uniformes, incluindo capacetes feitos de materiais naturais e tangas tradicionais (chamadas de Malo), bem como a tecnologia ocidental como canhões de artilharia, mosquetes, e navios europeus. Conselheiros europeus foram capturados, bem tratados e se tornavam cidadãos havaianos. Quando Kamehameha morreu em 1819, ele deixou para seu filho Liholiho um grande arsenal com dezenas de milhares de homens e de muitos navios de guerra. Isso ajudou a acabar com a revolta em Kuamoo depois, em 1819, e a rebelião do Humehume em Kauai em 1824.
Durante a Dinastia Kamehameha a população do Havaí foi devastada por epidemias após a chegada dos forasteiros. Os militares diminuíram junto com a população, por isso, com o fim da Dinastia não havia Marinha havaiana e assim somente um Exército, composto por algumas centenas de tropas. Depois de uma invasão francesa que saqueou Honolulu em 1839, Kamehameha III procurou tratados com os Estados Unidos e a Grã-Bretanha para se tornar um estado protetorado. Durante a eclosão da Guerra da Crimeia, na Europa, Kamehameha III declarou o Havaí um estado neutro - em 1840, esse mesmo monarca havaiano havia promulgado a Constituição Havaiana de 1840, primeira constituição escrita do país. no mesmo  Chefes militares havaianos perceberam que as forças armadas havaianas estavam em ruínas e não seria suficiente para repelir e derrotar uma força de invasão como no caso dos franceses. Eles estabeleceram vários comércios com os britânicos por 3 cruzadores britânicos recentemente reformados. Eles colocaram em ação o uso dos estaleiros de Pearl Harbor e do porto de Honolulu de reconstruir a frota que já tiveram. Após a conclusão de vários cruzadores, os comandantes da Marinha elaboraram um projeto para um novo navio da classe encouraçado. O projeto solicitou que os encouraçados tinham que ser 30 pés mais longo do que qualquer navio militar americano construído na época. O projeto também solicitou que carregassem um total de 8 armas principais em comparação com os 4 de navios norte-americanos. O primeiro encouraçado foi concluído e batizado de Alakai no porto de Honolulu. Mais 28 encouraçados seriam construídos para a marinha havaiana. No momento em que a frota foi concluída consistiu de 29 encouraçados, 9 cruzadores, 3 cruzadores britânicos e 11 navios de madeira na época. O exército havaiano também recebeu uma grande reformulação. Várias metralhadoras foram compradas, a cavalaria foi estabelecida e a infantaria foi modernizada. Todos os principais portos do Havaí receberam um parte das armas para defender o porto, o Forte de Honolulu também foi rearmado. Após o Havaí tornou-se um protetorado a forte pressão dos Estados Unidos foi colocada em Kamehameha IV para fazer comércio exclusivamente para os Estados Unidos, mesmo anexando as ilhas. Para compensar esta situação Kamehameha IV e Kamehameha V (autor da Constituição Havaiana de 1864) tentaram fazer alianças com outras potências estrangeiras, especialmente a Grã-Bretanha. O Havaí reivindicou ilhas desabitadas no Pacífico, incluindo as Ilhas Havaianas do Noroeste, muitos dos quais entraram em conflito com as reivindicações americanas.
Após a Dinastia Kamehameha os guardas reais foram desmanteladas sob Lunalilo após uma revolta de quartel em setembro de 1873 até sua morte, deixando apenas o Havaí protegido pelos Estados Unidos que estava indeciso com o apoio à monarquia. O pequeno Exército foi restaurado sob o rei Kalākaua, mas não conseguiu parar a rebelião de 1887 pelo Partido Missionário. Em 1891, a rainha Liliuokalani chegou ao poder. Após as eleições de 1892 com petições e pedidos de sua administração para mudar a Constituição de 1887. A política de protetorado dos Estados Unidos era de que pelo menos um cruzador deve estar presente no Havaí o tempo todo. Então, em 17 de janeiro de 1893, Liliuokalani, acreditando que os militares dos Estados Unidos iriam intervir ela mudou a constituição, esperou o USS Boston deixar o porto. Uma vez que se soube que Liliuokalani iria revisar a Constituição, o Boston foi chamado para ajudar o Partido Missionário em sua derrubada. Em 1993, o Congresso dos Estados Unidos aprovou a Apology Resolution,e reconhecendo que a anexação foi ilegal, admitindo irregularidades e emitiu um pedido de desculpas. Após a derrubada e o estabelecimento do Governo Provisório do Havaí os militares do reino forram desarmados e dispensados.

## Dinastia Kamehameha
De 1810 a 1893, o Reino do Havaí foi governado por duas grandes famílias dinásticas: a Casa de Kamehameha e a Casa de Kalākaua. Cinco membros da família Kamehameha governaram como Reis. Liholiho (Kamehameha II) e Kauikeaouli (Kamehameha III), eram filhos diretos de Kamehameha, o Grande. Durante um período Liholiho e Kauikeaouli reinaram, a esposa de Kamehameha, o Grande, a rainha Kaahumanu, governou como rainha Regente e Kuhina Nui, ou Primeiro-Ministro.

### Incidente Francês
Sob o governo da rainha Kaahumanu, a poderosa viúva protestante recentemente convertida de Kamehameha, o Grande, disse que o catolicismo era ilegal, no Havaí, e em 1831 os chefes tribais foram convertidos à força. Os havaianos nativos convertidos ao catolicismo foram presos, espancados e torturados após a expulsão dos padres. O preconceito contra os missionários católicos franceses permaneceu o mesmo sob o reinado do sucessor ela, a Kuhina Nui Kaahumanu II.
Em 1839, o Capitão Laplace da fragata francesa Artémise partiu para o Havaí sob as ordens para:
Destruir a impressão malévola que se encontra estabelecida, em detrimento do nome francês; para retificar a opinião errônea que foi criada quanto ao poder da França; e torná-lo bem entendido que seria a vantagem dos chefes dessas ilhas do Oceano a comportar-se de modo a não incorrer na ira da França. Você vai exigir, se necessário, com toda a força que é seu para usar, a reparação completa para os erros que foram cometidos, e você não vai parar nesses locais até que você tenha deixado em todas as mentes uma impressão sólida e duradoura.
Sob a ameaça de guerra, o rei Kamehameha III assinou o Edict of Toleration em 17 de julho de 1839 e pagou $20.000 em indenização pela deportação dos sacerdotes e a prisão e tortura dos convertidos, concordando com as exigências de Laplace. O reino proclamou:
Que o culto católico seja declarado livre, ao longo de todos os domínios sujeitos ao rei das ilhas havaianas; os membros desta fé religiosa podem desfrutar dos privilégios concedidos aos protestantes.
Os Diocese Católica de Honolulu retornou, e como reparação o rei Kamehameha III doou terras para construir uma igreja em cima.

### Caso Paulet

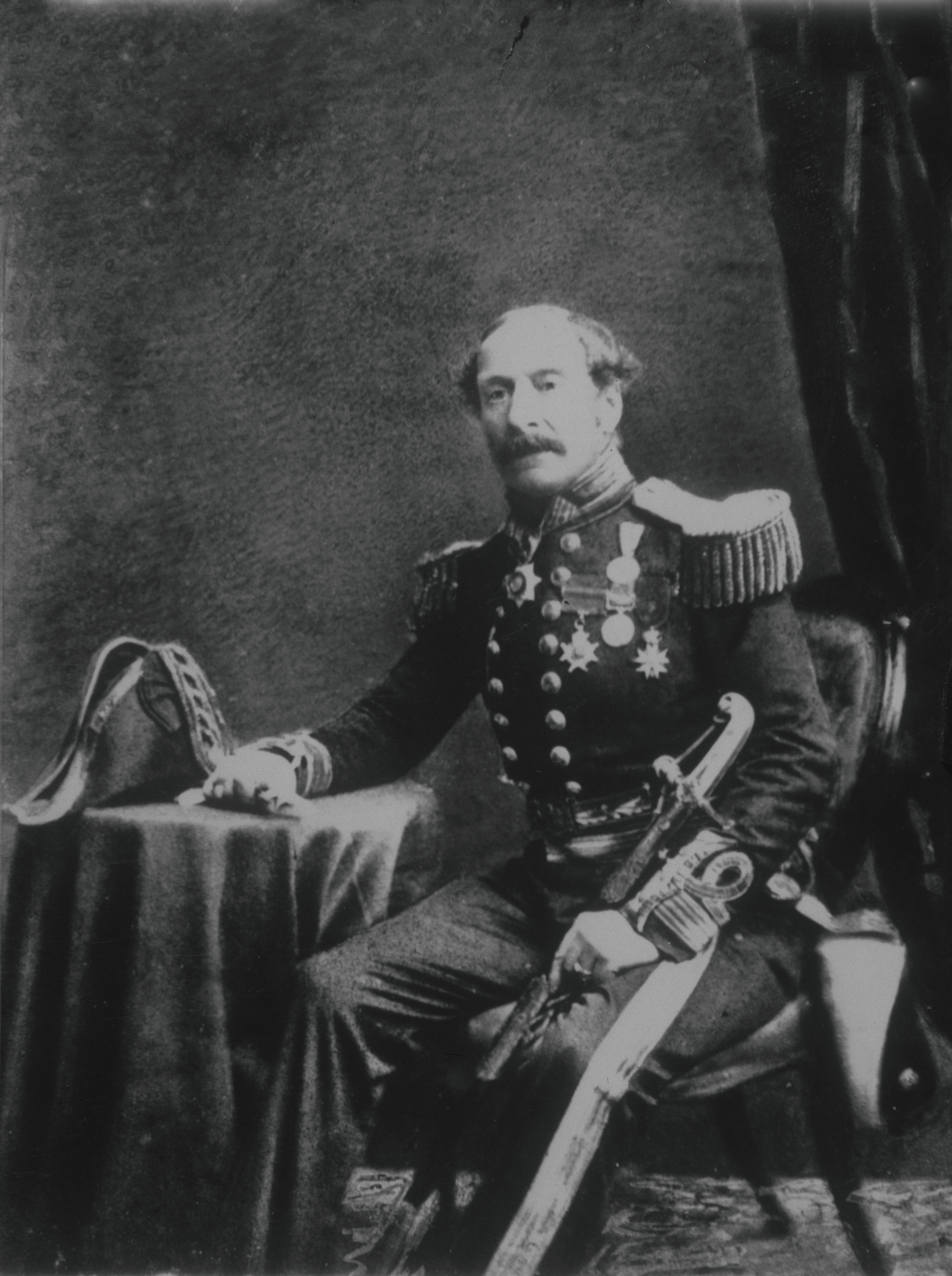
Lord George Paulet

Uma ameaça ainda mais grave ocorreu em 13 de fevereiro de 1843. O Lord George Paulet do navio de guerra da Marinha Real Britânica HMS Carysfort, entrou no porto de Honolulu e exigiu que o rei Kamehameha III cedesse as ilhas para a Coroa Britânica. Sob os canhões da fragata, Kamehameha III rendeu ao Paulet em 25 de fevereiro, escrevendo ao seu povo:
"Onde vocês estão, chefes, pessoas e os bens comuns de meus antepassados, e as pessoas de terras estrangeiras?

Ouçam! Eu faço-vos saber que estou em perplexidade por causa das dificuldades em que me foram trazidas sem justa causa, por isso eu dei a vida longa da nossa terra. Ouçam! mas o meu domínio sobre vocês, meu povo, e seus privilégios vão continuar, pois tenho esperança de que a vida da terra será restaurada quando minha conduta é justificada.

Feito em Honolulu, Oahu, este dia 25 de fevereiro de 1843.

Kamehameha III
Kekauluohi"
Dr. Gerrit P. Judd, um missionário que se tornou o ministro da fazenda do reino, secretamente organizou J.F.B. Marshall a ser enviado para os Estados Unidos, França e Grã-Bretanha, para protestar contra as ações de Paulet. Marshall, um agente comercial da Ladd & Co., transmitiu a denúncia do reino para o vice-cônsul da Grã-Bretanha em Tepec. contra-almirante Richard Darton Thomas, oficial comandante de Paulet, chegou ao porto de Honolulu em 26 de julho de 1843 no HMS Dublinde Valparaíso, Chile. Almirante Thomas se desculpou com Kamehameha III pelas ações de Paulet, e restaurou a soberania havaiana em 31 de julho de 1843. Em seu discurso de restauração, Kamehameha III declarou que "Ua mau ke ea o ka ʻāina i ka pono" (A vida da terra é perpetuada na justiça), o lema do futuro estado do Havaí.

### Invasão Francesa
Em agosto de 1849, o almirante francês Louis Tromelin chegou ao porto de Honolulu com os La Poursuivante e Gassendi. Tromelin fez dez exigências para rei Kamehameha III em 22 de agosto, principalmente exigindo que os direitos religiosos completos a serem dados aos católicos, (uma década antes, durante o incidente francês da proibição de catolicismo tinha sido levantada, mas os católicos ainda apreciavam os direitos religiosos em parcial). Em 25 de agosto as exigências não haviam sido cumpridas. Depois de um segundo aviso que foi feito para os civis, as tropas francesas dominaram a força e capturaram o Forte de Honolulu, travando os canhões na costa e destruíram todas as outras armas que encontraram (principalmente mosquetes e munições). Eles invadiram prédios do governo e as propriedades em geral, de Honolulu, causando danos que totalizaram $100.000. Após os ataques da força invasora eles se retiraram para o forte. Tromelin eventualmente lembrou aos seus homens e deixaram o Havaí em 5 de setembro.

### Relações exteriores
Ver União e Federação de Países e Soberanos Asiáticos
Antecipando essa invasão estrangeira em território havaiano, o rei Kamehameha III havia enviado uma delegação para os Estados Unidos e na Europa para garantir o reconhecimento da independência do Havaí. Timoteo Haalilio, William Richards e o Sir George Simpson foram contratados como Ministros Plenipotenciários em 8 de abril de 1842. Sir George Simpson partiu para a Grã-Bretanha, enquanto Haalilio e Richards para os Estados Unidos em 8 de julho de 1842. A delegação havaiana assegurada pela segurança do Presidente dos Estados Unidos, John Tyler em 19 de dezembro de 1842 da independência havaiana, e depois se reuniu com Simpson na Europa para garantir o reconhecimento formal por parte do Reino Unido e da França. Em 17 de março de 1843, o rei Luís Filipe I  reconheceu a independência havaiana, a pedido do rei Leopoldo I da Bélgica. Em 1 de abril de 1843, o Lord Aberdeen, em nome da rainha Vitória, assegurou à delegação havaiana que "o Governo de Sua Majestade estava disposto e havia determinado em reconhecer a independência das Ilhas havaianas sob sua soberana presente".

### Proclamação Anglo-Franco

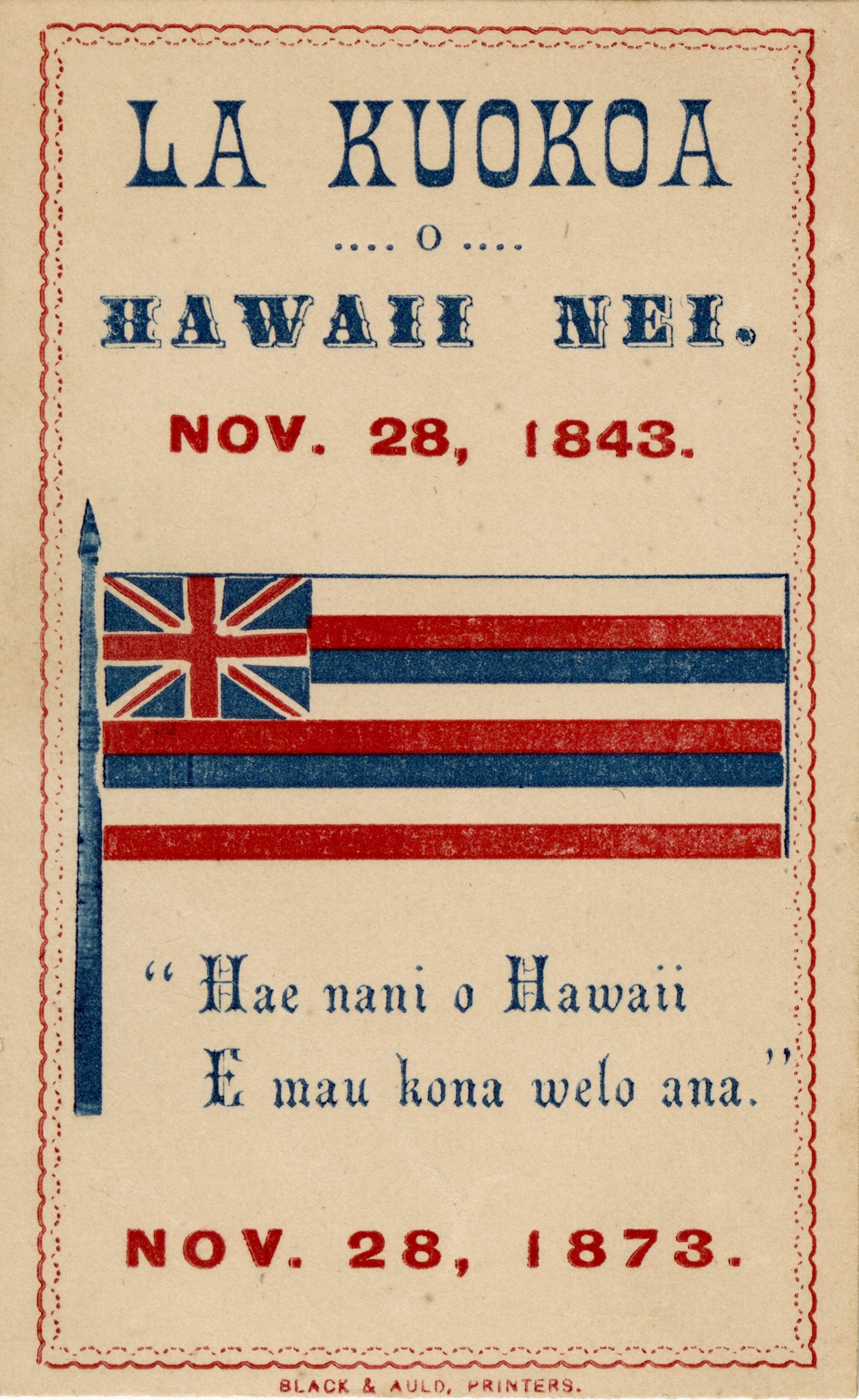
Panfleto comemorativo do 30.º aniversário do tratado de 1843

Em 28 de novembro de 1843, no Tribunal de Londres, e os governos britânico e francês reconheceram formalmente a independência havaiana. A "Proclamação Anglo-Franco", uma declaração conjunta da França e da Grã-Bretanha, assinado pelo rei Luís Filipe I e a rainha Vitória, assegurou a delegação havaiana que:
Sua Majestade a Rainha do Reino Unido da Grã-Bretanha e Irlanda, e Sua Majestade o Rei da França, levando em consideração a existência, nas Ilhas Sandwich (Ilhas do Havaí) de um governo capaz de prever a regularidade das suas relações com as nações estrangeiras, tenham pensado que do direito de exercer, reciprocamente, a considerar as Ilhas Sandwich como um Estado Independente, e nunca apoderar, nem direta ou sob o título de Protetorado, ou sob qualquer outra forma, de qualquer parte do território dos quais elas são compostas.
Assinado abaixo, Principal Secretário de Estado das Relações Exteriores de Sua Majestade e o Embaixador Extraordinário de Sua Majestade o Rei dos Franceses, no Tribunal de Londres, sendo equipados com os poderes necessários, declaro, em consequência, que as Majestades assumem reciprocamente que o empenhamento.
Em fé do que os signatários firmaram a presente declaração, e nela apuseram o selo das suas armas.
Feito em duplicado, em Londres, no dia 28 de novembro, no ano de Nosso Senhor de 1843.

" 'ABERDEEN. [L.S.]

" 'ST. AULAIRE. [L.S.],
O Havaí foi assim o primeiro estado indígena não europeu a ser admitido na família das Nações. Os Estados Unidos se recusaram a se juntar com a França e o Reino Unido nesta declaração. Mesmo que o Presidente John Tyler tinha verbalmente reconhecido a Independência do Havaí, foi só em 1849 que os Estados Unidos reconheceram formalmente o Havaí como uma nação amiga.
28 de novembro, tornou-se um feriado nacional para celebrar o reconhecimento da Independência do Havaí. O Reino do Havaí entrou em acordos com a maioria das principais nações e estabeleceu mais de noventa legações e consulados.
O estado da dinástica da família Kamehameha terminou em 1872 com a morte de Kamehameha V. No seu leito de morte, ele convocou a Bernice Pauahi Bishop para declarar suas intenções de seu herdeiro ao trono. Ela e sua prima, a Princesa Ruth Keelikōlani estavam entre os últimos membros legais sobreviventes da família Kamehameha. Bernice recusou a coroa e o Kamehameha V morreu antes de nomear um herdeiro alternativo.

### Eleições constitucionais
A recusa da Bernice em tomar a coroa forçou a legislatura do reino para eleger um novo monarca. De 1872 a 1873, vários parentes distantes da linhagem Kamehameha foram nomeados. Em uma votação popular, cerimonial e um voto legislativo unânime, William C. Lunalilo, sobrinho-neto de Kamehameha I, tornou-se o primeiro dos dois monarcas eleitos, mas só reinou entre 1873 a 1874.

## Dinastia Kalākaua
Tal como o seu antecessor, Lunalilo não conseguiu nomear um herdeiro para o trono. Mais uma vez, o legislador do Reino do Havaí precisava de uma eleição para preencher a vaga real. Rainha Emma, viúva de Kamehameha IV, foi nomeada, juntamente com David Kalākaua. A eleição de 1874 foi uma campanha política desagradável em que os dois candidatos recorreram a difamação e insinuações. David Kalākaua se tornou o segundo rei eleito do Havaí, mas sem o voto popular cerimonial de Lunalilo. A opção do legislador foi controversa, e as tropas americanas e britânicas foram chamados para reprimir tumultos de simpatizantes da rainha Emma, os Emmaites.
Na esperança de evitar a incerteza no futuro da monarquia, Kalākaua proclamou vários herdeiros ao trono para definir uma linha de sucessão. Sua irmã Liliuokalani iria suceder ao trono após a morte de Kalākaua, com a Princesa Vitória Kaiulani a seguir. Se ela não poderia gerar um herdeiro por nascimento, o Príncipe David Lamea Kawānanakoa então Príncipe Jonah Kūhiō Kalanianaʻole governaria depois dela.

### Constituição Baioneta
Ver Constituição Havaiana de 1887

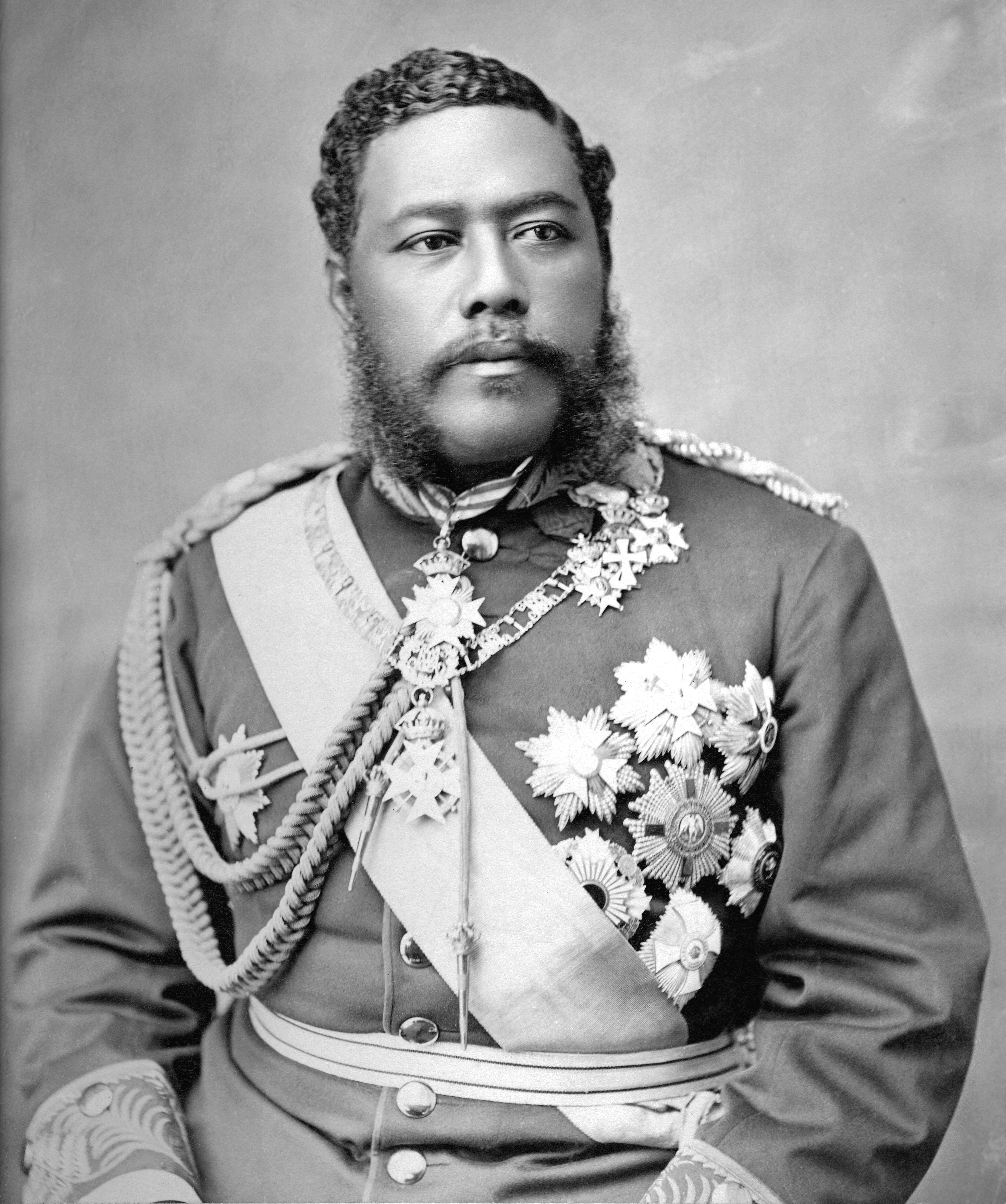
Rei Kalākaua

Em 1887, a Constituição foi elaborada por Lorrin A. Thurston, o Ministro do Interior, sob o rei Kalākaua. A Constituição foi proclamada pelo rei depois de uma reunião com 3.000 moradores, incluindo uma milícia armada que exigia que ele assinasse ou seria deposto. O documento criou uma monarquia constitucional como a do Reino Unido, tirando o rei da maior parte de sua autoridade pessoal, capacitando o legislativo estabelecer um governo de gabinete. Desde então se tornou amplamente conhecido como a "Constituição Baioneta" por causa da ameaça de força usada para obter a cooperação de Kalākaua.
A Constituição de 1887 capacitou dos cidadãos à eleger os membros da Câmara dos Nobres (que já havia sido nomeado pelo rei). Ampliou o valor dos bens de um cidadão de possuir o direito de voto acima da constituição anterior de 1864 e negou o direito de voto para os asiáticos que compunham uma grande parcela da população. (Alguns poucos japoneses e chineses já haviam se naturalizado e agora perderam os direitos de voto que tinham desfrutado anteriormente.) Isso garantiu um monopólio de voto para os ricos havaianos nativos e europeus. A Constituição Baioneta continuou permitindo que o monarca de nomear ministros, mas retirou o poder de demiti-los sem a aprovação do Legislativo.

### Constituição Liliuokalani
Ver Proposta de Constituição Havaiana de 1893
Em 1891, Kalākaua morreu e sua irmã Liliuokalani assumiu o trono. Ela chegou ao poder durante uma crise econômica precipitada em parte pela Tarifa McKinley. Por rescisão do Tratado de Reciprocidade de 1875, a nova tarifa eliminou as vantagens dos exportadores havaianos tinham anteriormente no comércio para os mercados norte-americanos. Muitas empresas havaianas e os cidadãos estavam sentindo as pressões da perda de receita, por isso Liliuokalani propôs uma loteria e licenciar o ópio para trazer uma receita adicional para o governo. Seus ministros e amigos mais próximos tentaram dissuadi-la de exercer as contas, e estas propostas controversas foram usadas contra ela na crise constitucional iminente.
Liliuokalani queria restaurar o poder do monarca mediante a anulação da Constituição de 1887. A rainha lançou uma campanha, resultando em uma petição para proclamar uma nova Constituição. Muitos cidadãos e residentes em 1887 haviam forçado Kalākaua a assinar a "Constituição Baioneta" tornou-se alarmado quando três de seus membros do gabinete recém-nomeados informaram que a rainha estava planejando a proclamação unilateralmente a sua nova Constituição. Alguns ministros declararam estar temidos pela sua segurança após perturbar a rainha, por não apoiar seus planos.

### Queda
Em 1893, empresários e políticos, compostos por seis indivíduos não-nativos do reino havaiano, cinco cidadãos norte-americanos, um cidadão britânico, e um cidadão alemão, e todos os que estavam vivendo e fazendo negócios no Havaí, derrubaram a rainha, seu gabinete local e seu marechal, e tomaram o governo do Reino do Havaí.

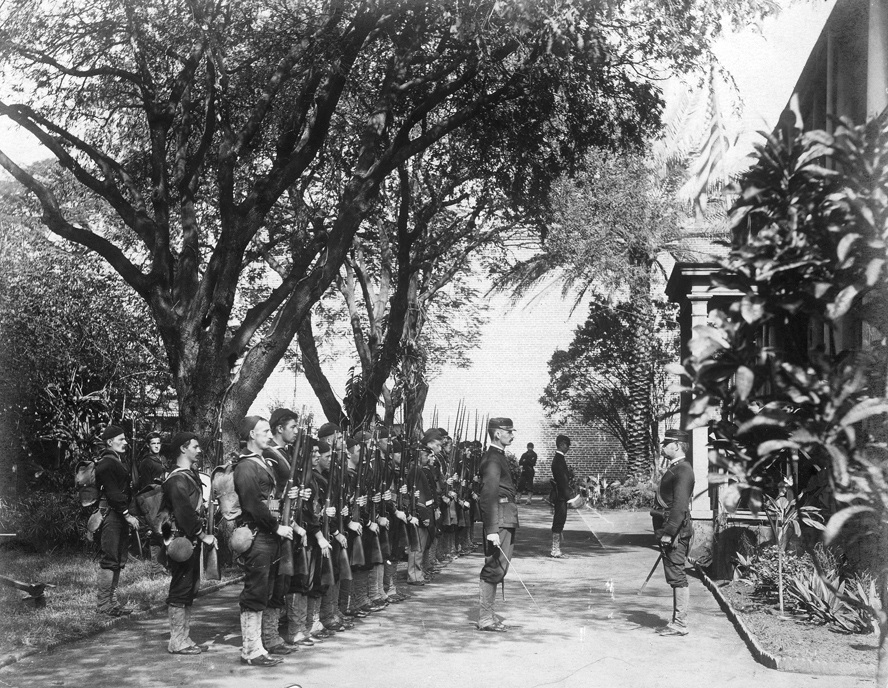
O desembarque de tropas do no Hotel Arlington, Honolulu, no momento da derrubada, janeiro de 1893.

Historiadores sugerem que os empresários foram a favor da derrubada e anexação para os Estados Unidos, a fim de beneficiar as condições comerciais mais favoráveis com o seu principal mercado de exportação. A Tarifa McKinley de 1890 eliminou os termos comerciais antes altamente favoráveis para as exportações de açúcar do Havaí, um dos principais componentes da economia.
Em resposta ao movimento de Liliuokalani, um grupo de residentes europeus e norte-americanos formaram um "Comitê de Segurança" em 14 de janeiro de 1893 em oposição à rainha e seus planos. Após uma reunião em massa de apoiantes, o Comitê se comprometeu na remoção da rainha, e buscar a anexação aos Estados Unidos.
Ministro do Governo dos Estados Unidos John L. Stevens convocou uma companhia dos fuzileiros americanos uniformizados do USS Boston e duas companhias de marinheiros dos Estados Unidos a desembarcar sobre o reino e ocupar posições na Legação dos Estados Unidos, Consulado, e Arion Hall, na tarde de 16 de janeiro de 1893. Essa implantação foi a pedido do Comitê de Segurança, que reivindicou uma "ameaça iminente para vidas americanas e propriedades". Stevens foi acusado de ordenar o desembarque por sua própria autoridade, e de forma inadequada usando seu critério. Os fuzileiros navais do Boston invadiram o Palácio e outro posto do Palácio da Guarda. Liliuokalani foi forçado com uma arma, a assinar e dar a sua autoridade do reino ao Comitê de Segurança. O historiador William Russ concluiu que "a liminar para impedir o combate de qualquer tipo tornou impossível para a monarquia se proteger".:350

### Contrarrevolução de 1895

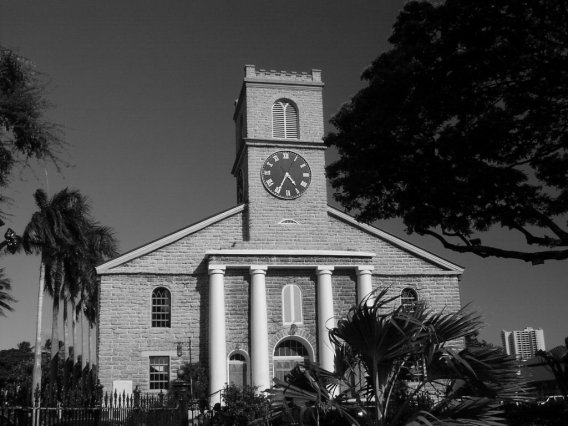
Igreja de Kawaiahao, conhecida como a Abadia de Westminster do Havaí, o local de coroações reais, baptizados e funerais

No início de sua história, o Reino do Havaí foi governado a partir de vários locais, incluindo cidades costeiras nas ilhas do Havaí e Maui (Lahaina).
Em 17 de julho de 1893, Sanford B. Dole e seu comitê tomaram o controle do governo e declarou-se o Governo Provisório do Havaí "para governar até a anexação pelos Estados Unidos", e pressionou os Estados Unidos a fazer isso.:90 Dole foi Presidente de ambos os governos. Durante este tempo, os membros do antigo governo pressionaram Washington para que os Estados Unidos restaurasse o Reino do Havaí. Presidente Grover Cleveland considerou a derrubada ter sido um ato ilegal de guerra, ele se recusou a considerar a anexação das ilhas e inicialmente trabalhou para restaurar o Reino. Entre 14 de dezembro de 1893 e 11 de janeiro de 1894 ocorreu um impasse entre os Estados Unidos, Japão e o Reino Unido contra o Governo Provisório para pressioná-los a devolver a rainha foi conhecida como a Semana Negra. Este incidente levou a mensagem de que o Presidente Cleveland queria o retorno da rainha Liliuokalani ao poder, assim por diante em 4 de julho de 1894 a República do Havaí foi proclamada a espera para o segundo mandato do Presidente Cleveland terminasse. Também em 1894, como a pressão continuou em Washington, o governo exilado secretamente reuniu um exército de 600 homens liderados pelo ex-capitão da Guarda Samuel Nowlein. Em 1895, eles tentaram uma contrarrevolução, e Liliuokalani foi presa quando um esconderijo de armas foi encontrado nos jardins do Palácio. Ela foi julgada por um tribunal militar da República, condenada por traição, e colocada sob prisão domiciliar permanente em sua própria casa.
Em 24 de janeiro de 1895, enquanto estava sob prisão domiciliar Liliuokalani escreveu uma declaração de cinco páginas em que dissolveu o governo exilado e abdicou formalmente ao trono para se tornar uma cidadão da República, a fim de evitar futuros atos de violência destinados a restaurar a monarquia. Após este ato, o Reino do Havaí não existiu mais.

### Anexação
Foi só uma mudança nas administrações do Presidente William McKinley, que a República do Havaí conseguiu seu objetivo quando, em 1898, o Congresso aprovou uma resolução conjunta de anexação criando o Território do Havaí dos Estados Unidos. Isto seguiu ostensivamente o precedente do Texas, que também foi supostamente anexado por uma resolução conjunta do Congresso após a falha para obter um tratado de anexação. No entanto, a República do Texas não foi reconhecida pelo México, tornando-o um território disputado. Posteriormente, o Tratado de Guadalupe Hidalgo substituiu a anexação do Texas, por suposta resolução conjunta. Portanto, ao contrário do Havaí, Texas foi finalmente anexado por um tratado. Dole foi nomeado para ser o primeiro Governador do Território do Havaí.
A derrubada do Reino do Havaí e a subsequente anexação do Havaí foi recentemente citado como o primeiro grande exemplo do imperialismo americano.

## Extensão territorial

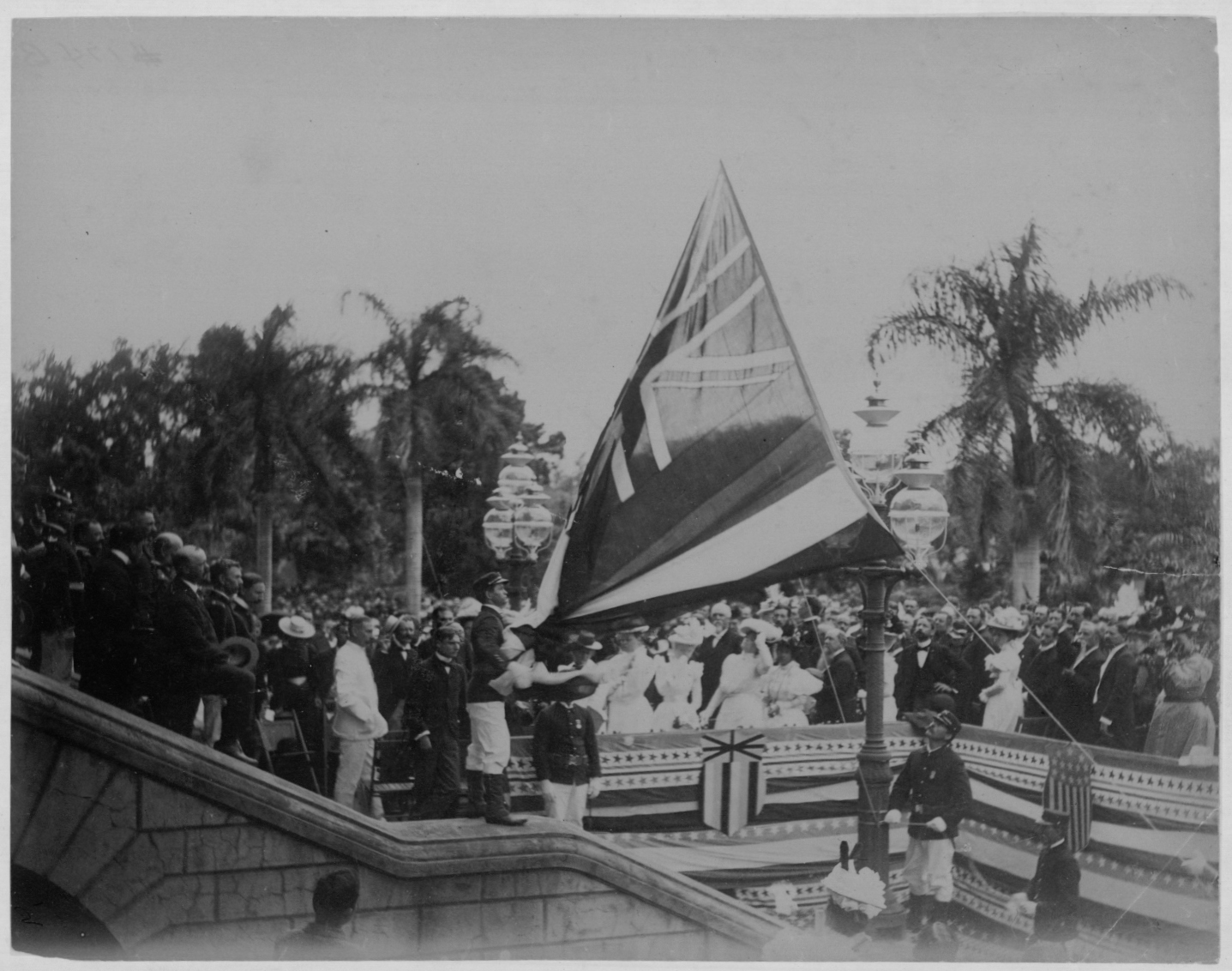
Em 12 de agosto de 1898, a bandeira do Reino do Havaí sobre o Palácio de Iolani foi baixada para levantar a bandeira dos Estados Unidos para indicar a anexação.

O reino surgiu em 1795, no rescaldo da Batalha de Nuuanu, com a conquista de Maui, Molokai e Oahu. Deve-se notar que Kamehameha I tinha conquistado Maui e Molokai cinco anos antes na Batalha de Kepaniwai, mas elas foram abandonadas quando a posse de Kamehameha na Big Island estavam sob ameaça e depois reconquistada pelo idoso rei Kahekili II de Maui. Seu domínio composto de seis das principais ilhas do arquipélago havaiano e com rendição pacífica de Kaumualii, Kauai e Niihau foram adicionadas aos seus territórios. Kamehameha II assumiu o controle de facto de Kauai e Niihau quando ele sequestrou Kaumualii, terminando seu governo vassalo sobre as ilhas.
Em 1822, a rainha Kaahumanu e seu marido o rei Kaumualii viajaram com o Capitão William Sumner para Nihoa, como na geração dela só tinha conhecido a ilha através de canções e mitos. Mais tarde, o rei Kamehameha IV navegou ate lá e anexou oficialmente a ilha. Kamehameha IV e Kalākaua viriam a acrescentar as ilhas, incluindo Atol Pearl e Hermes, Necker, Laysan, Lisianski, Ilha Jarvis, Atol Johnston, Atol Palmyra, Samarong???, Atol Kure, Atol Midway, French Frigate Shoals, Recife Maro e Gardner Pinnacles. As Ilhas Stewart ou Sikaiana foram cedidas para o Havaí em 1856 por seus moradores, mas nunca foi formalizado pelo governo havaiano.

## Propriedades reais
Até o momento Kamehameha V era rei, ele viu a necessidade de construir um palácio real para o reino uma nova prosperidade do Havaí e de pé, com a realeza de outras nações. Ele encomendou a construção do Palácio Aliiolani Hale. Ele morreu antes de ser concluída. Hoje, o palácio abriga o Tribunal de Justiça do Estado do Havaí.
David Kalākaua compartilhou o sonho de Kamehameha V para construir um palácio, e ansiosamente desejado pelos enfeites da realeza europeia. Ele encomendou a construção do Palácio 'Iolani. Nos últimos anos, o palácio se tornaria prisão temporária de sua irmã sob a guarda de forças da República do Havaí, o local do hasteamento oficial da bandeira dos Estados Unidos durante a anexação, em seguida, escritórios do governador territorial do legislativo; hoje é um museu.